# Christian Eichler
Christian Eichler (* 1959 in Wanne-Eickel) ist ein deutscher Sportjournalist, dessen Schwerpunkt Berichte über Fußball sind. Eichler ist Autor mehrerer Bücher.

## Leben
Eichler wuchs in Wanne-Eickel auf, er war zunächst nach einem entsprechenden Studium von 1984 bis 1989 als Diplombibliothekar bei Bundesministerien in Bonn beschäftigt. In der Freizeit begann er nebenher als Journalist zu arbeiten, was schließlich sein Beruf wurde. Er schrieb freiberuflich etwa für die Frankfurter Allgemeine Zeitung (FAZ), die Süddeutsche Zeitung, den Kicker, die Welt und die Welt am Sonntag. 1989 trat er in die Sportredaktion der Frankfurter Allgemeinen Zeitung ein. Zunächst berichtete er von 2001 bis 2009 von Brüssel aus über Sport in Europa, seit 2009 ist er Sportkorrespondent der FAZ mit Sitz in München.
Er ist Mitglied in der Deutschen Akademie für Fußball-Kultur.

## Familie
Eichler ist verheiratet und hat zwei Söhne.

## Preise und Auszeichnungen
- Großer Preis des Verbandes Deutscher Sportjournalisten 1991 und 2015
- Fair-Play-Preis für Sportjournalismus 1994 und 2002
- Fußballbuch des Jahres 2018 der Deutschen Akademie für Fußball-Kultur für „90 oder Die ganze Geschichte des Fußballs in neunzig Spielen“

## Schriften
- Lexikon der Fußballmythen, Frankfurt am Main: Eichborn 2002 (erste Auflage 2000), ISBN 978-3-8218-3953-0.
- Deutschland, deine Lieblingsgegner: die legendären Spiele der deutschen Nationalmannschaft, Frankfurt am Main: Eichborn 2006, ISBN 978-3-8218-4929-4.
- Der Ball ist runt. Kleines Lexikon der Fussballpannen, Frankfurt/Main: Eichborn 2007, ISBN 978-3-8218-4967-6.
- Zuckerpass und Blutgrätsche. Wahre Geschichten rund um den Fußball, Leipzig: Klett Kinderbuch 2010, ISBN 978-3-941411-25-8.
- 7:1 – das Jahrhundertspiel. Als der brasilianische Mythos zerbrach und Deutschlands vierter Stern aufging, München: Droemer 2015, ISBN 978-3-426-30086-2.
- 90 oder Die ganze Geschichte des Fußballs in neunzig Spielen, München: Droemer 2017, ISBN 978-3-426-30139-5.